# Catedral de San Patricio (Pune)
La Catedral de San Patricio es uno de los monumentos más importantes de Pune que está situado junto a la jardín de la emperatriz. La Catedral es la sede del obispo de Pune, y la iglesia principal de la diócesis de Poona. También cuenta con el mayor número de feligreses en la región.
La catedral fue construida en 1850, principalmente para atender a los soldados católicos y otros se establecieron en Wanowrie y áreas cercanas.
A petición del obispo local, el gobierno asignó tierras. La capilla fue construida con aportes de las personas y de los soldados, que contribuyeron con el salario de un mes. El 8 de diciembre de 1850, el primera misa se celebró en la nueva capilla que ahora es la Catedral de San Patricio.